# БК-3 (каска)
БК-3 — общевойсковая кевларовая каска вооружённых сил Болгарии.

## История
До 2003 года в вооружённых силах Болгарии использовались стальные каски, запасы которых после сокращения численности войск в 1990е-2000е годы превышали потребности.
В 2003 году правительство Болгарии приняло решение о отправке военного контингента в Ирак, и в августе 2003 года в Ирак были направлены первые армейские подразделения. В ходе подготовки контингента было отмечено, что стандартная экипировка солдат не подходит для условий Ирака и уступает снаряжению военнослужащих США и других стран НАТО. В связи с этим, для военнослужащих болгарского контингента закупили кевларовые каски и более подходящую для жаркого климата Ирака униформу американского образца.
При выборе модели новой каски учитывалось соответствие каски стандартам НАТО (поскольку 29 марта 2004 года Болгария вступила в блок НАТО). Первые поставленные в войска каски этой модели были импортными, они были изготовлены на предприятии "Šestan-Busch d.o.o." в городе Прелог (Хорватия).
В дальнейшем, болгарскому военному контингенту в Ираке пришлось действовать в условиях военного конфликта низкой интенсивности, противником в котором являлись не армейские части, а иррегулярные формирования (вооружённые стрелковым оружием и использовавшие минно-взрывные устройства, но не имевшие тяжёлого вооружения), для снижения потерь в личном составе было принято решение закупить для военнослужащих болгарского контингента в Ираке дополнительные средства защиты. В мае 2005 года министерство обороны Болгарии закупило и отправило в Ирак 109 шт. баллистических очков модели "Profile NVG" (для использования вместе с касками).
Позднее, производство каски освоила болгарская компания "Mars Protection" (30 мая 2018 года демонстрационные образцы каски этой модели были представлены на проходившей в Пловдиве 13-й выставке вооружения и военной техники "HEMUS 2018").

## Описание
Дизайн каски разработан на основе конструкции американских шлемов PASGT и она соответствует требованиям стандарта НАТО STANAG 2920. Каска изготавливается в четырёх типоразмерах: размер S (1430 грамм), размер M (1500 г), размер L (1680 г) и размер XL (1710 г) из кевлара и окрашивается в зеленый цвет полиуретановой краской. Каска комплектуется ременной системой и матерчатым маскировочным чехлом.